# La Monsalia
La Monselie és un municipi francès situat al departament de Cantal i a la regió d'Alvèrnia-Roine-Alps. L'any 2007 tenia 117 habitants.

## Demografia

### Població
El 2007 la població de fet de La Monselie era de 117 persones. Hi havia 56 famílies de les quals 20 eren unipersonals (4 homes vivint sols i 16 dones vivint soles), 16 parelles sense fills, 12 parelles amb fills i 8 famílies monoparentals amb fills.
La població ha evolucionat segons el següent gràfic:
Habitants censats

### Habitatges
El 2007 hi havia 113 habitatges, 56 eren l'habitatge principal de la família, 55 eren segones residències i 3 estaven desocupats. 104 eren cases i 9 eren apartaments. Dels 56 habitatges principals, 44 estaven ocupats pels seus propietaris, 11 estaven llogats i ocupats pels llogaters i 1 estava cedit a títol gratuït; 1 tenia dues cambres, 8 en tenien tres, 15 en tenien quatre i 32 en tenien cinc o més. 38 habitatges disposaven pel capbaix d'una plaça de pàrquing. A 27 habitatges hi havia un automòbil i a 23 n'hi havia dos o més.

### Piràmide de població
La piràmide de població per edats i sexe el 2009 era:
| Homes | Edats   | Dones |
| ----- | ------- | ----- |
| 0     | 95 o +  | 0     |
| 0     | 90 a 94 | 0     |
| 0     | 85 a 89 | 0     |
| 4     | 80 a 84 | 8     |
| 8     | 75 a 79 | 4     |
| 4     | 70 a 74 | 4     |
| 4     | 65 a 69 | 4     |
| 8     | 60 a 64 | 4     |
| 0     | 55 a 59 | 4     |
| 4     | 50 a 54 | 0     |
| 4     | 45 a 49 | 4     |
| 4     | 40 a 44 | 12    |
| 0     | 35 a 39 | 0     |
| 8     | 30 a 34 | 4     |
| 8     | 25 a 29 | 4     |
| 4     | 20 a 24 | 4     |
| 0     | 15 a 19 | 0     |
| 8     | 10 a 14 | 4     |
| 0     | 5 a 9   | 8     |
| 8     | 0 a 4   | 0     |

## Economia
El 2007 la població en edat de treballar era de 67 persones, 45 eren actives i 22 eren inactives. De les 45 persones actives 40 estaven ocupades (28 homes i 12 dones) i 5 estaven aturades (2 homes i 3 dones). De les 22 persones inactives 10 estaven jubilades, 3 estaven estudiant i 9 estaven classificades com a «altres inactius».

### Ingressos
El 2009 a La Monselie hi havia 55 unitats fiscals que integraven 115 persones, la mediana anual d'ingressos fiscals per persona era de 12.054 €.

### Activitats econòmiques
Dels 2 establiments que hi havia el 2007, 1 era d'una empresa de construcció i 1 d'una empresa immobiliària.
Dels 2 establiments de servei als particulars que hi havia el 2009, 1 era una fusteria i 1 agència immobiliària.
L'any 2000 a La Monselie hi havia 18 explotacions agrícoles que ocupaven un total de 572 hectàrees.

## Poblacions properes
El següent diagrama mostra les poblacions més properes.